# Bpd partners

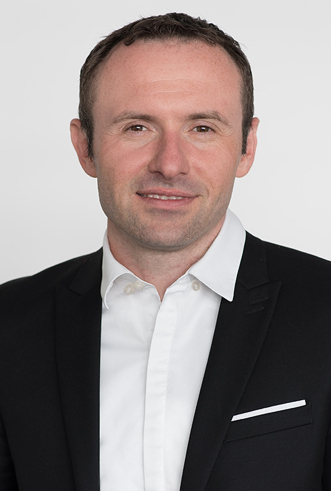
Petr Pudil

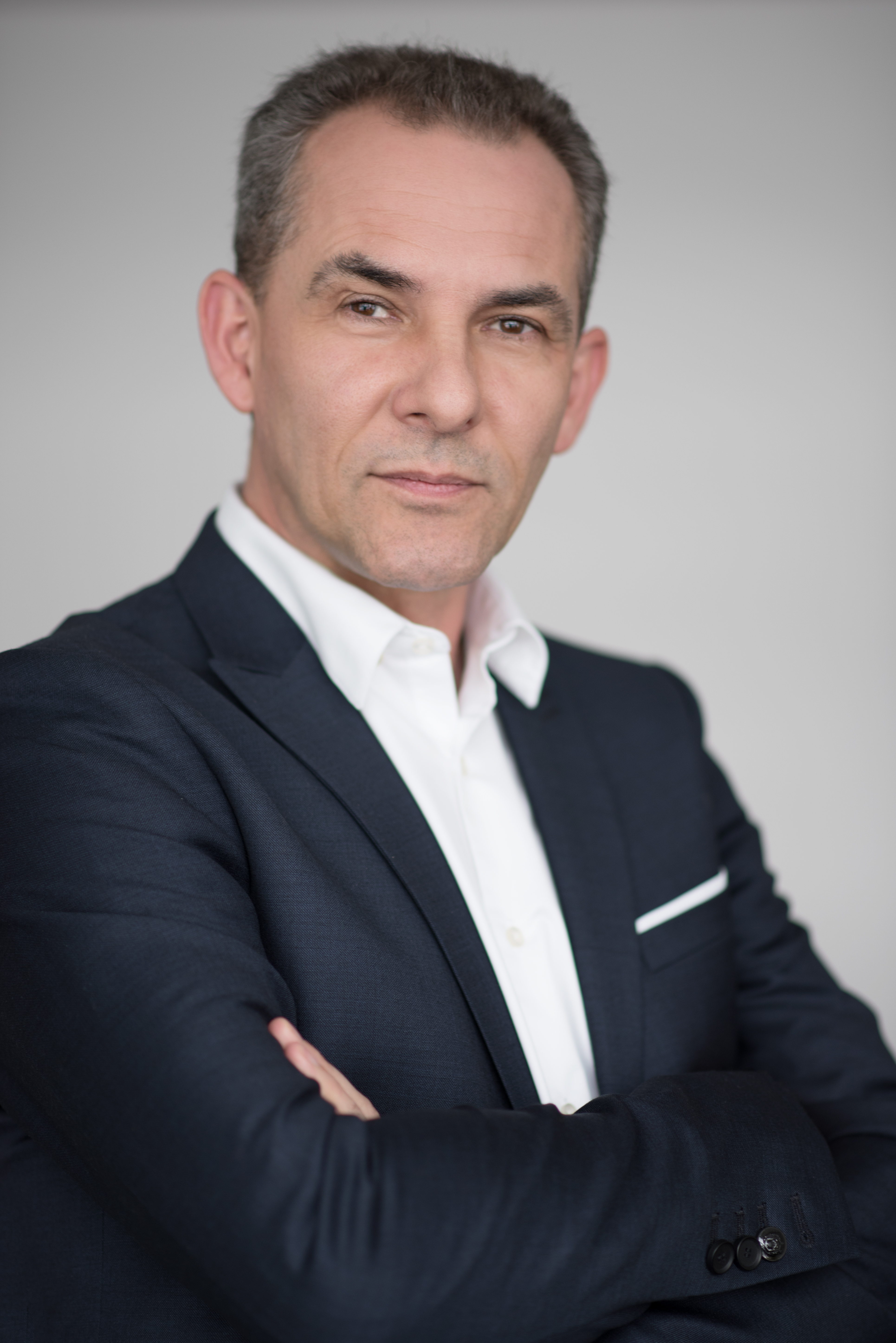
Jan Dobrovský

bpd partners a.s. je česká akciová společnost, vlastněná Petrem Pudilem, Vasilem Bobelou a Janem Dobrovským, kteří byli někdejšími spolumajiteli Mostecké uhelné společnosti, posléze skupiny Czech Coal.

## Historie

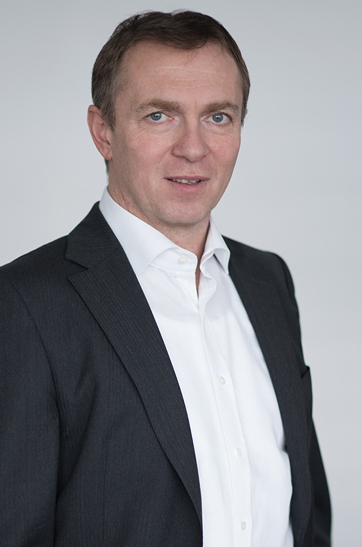
Vasil Bobela

Současní vlastníci prodali své podíly ve společnosti Czech Coal a.s. českému podnikateli a miliardáři Pavlu Tykačovi a založili family office bpd partners a.s..

## Předmět činnosti
Bpd partners a.s. v roce 2013 vstoupila jako akcionář do Lučebních závodů Draslovka a.s. Kolín, a to prostřednictvím nizozemské společnosti Draslovka Holding BV.
Podstatná část aktivit bpd partners a.s. se týká obnovitelných zdrojů energie (REN Power), developerských projektů (např. BLOX, TELEHOUSE, Triangle). Investují do start-upů v oblasti zdravotnictví, biotechnologie a zemědělství.

## Nadace bpd partners
Nadace bpd partners podporuje mimo jiné činnost Post Bellum, neziskové organizace, která od roku 2001 vyhledává a nahrává vzpomínky pamětníků klíčových momentů 20. století.[zdroj?]

## Politický aktivismus (2018)
Vasil Bobela, Petr Pudil a Jan Dobrovský ze společnosti bpd partners a.s. se stali finančními podporovateli Jiřího Drahoše v prezidentských volbách v roce 2018, když mu na jeho prezidentskou kampaň veřejně přispěli částkou ve výši 1,5 miliónů Kč. Důvodem byla prozápadní orientace Jiřího Drahoše.